# Vlag van Sucumbíos

Vlag van Sucumbíos

De vlag van Sucumbíos is een horizontale driekleur bestaande uit de kleurencombinatie groen-wit-geel. In sommige versies wordt het wapen van Sucumbíos in de vlag geplaatst. De herkomst van de kleuren zijn onbekend.